# Église Saint-Jean de Servilly
L’église Saint-Jean est  située à Servilly dans le département français de l‘Allier, en région Auvergne-Rhône-Alpes.

## Historique
L'église actuelle a été construite à partir d'éléments d’une église romane primitive (XIVe siècle et XVe siècle) qui se situait sur une butte voisine. Elle fut abandonnée durant la Guerre de Cent Ans.
L’édifice de type roman ne fut bâti qu'au début du XVIIe siècle, comme en témoigne un texte de 1636.

## Rattachement
L'église fait partie de la paroisse « Notre-Dame de l'Alliance » qui est rattachée au diocèse de Moulins.

## Architecture

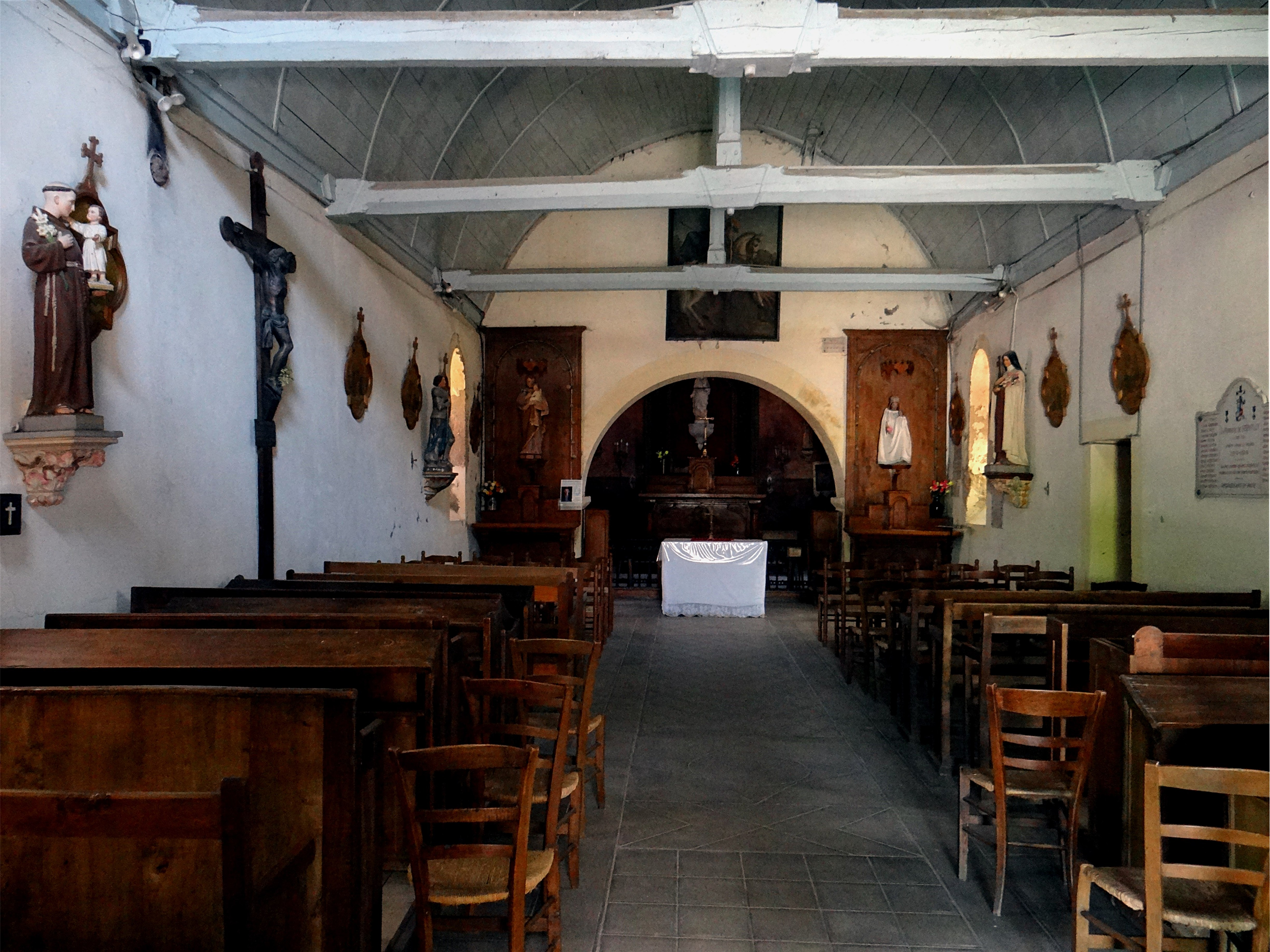
La nef.

L’église, de plan longitudinal, a un transept non saillant. Le chevet est plat. Une chapelle de plan carré faisant office de sacristie, accolée au flanc sud de l'édifice, se situe au niveau de la nef. Le plafond en forme de voute en berceau est en bois peint.
Un clocher-mur à 3 cloches se trouve au niveau de la croisée du transept. Il est accessible par un appendice placé sur le toit du chœur.

## Vitraux  et mobilier
Le Maitre autel en bois sculpté, surmonté d'une statue blanche du Sacré-Cœur de Jésus, est rehaussé de chaque côté de deux retables également en bois.

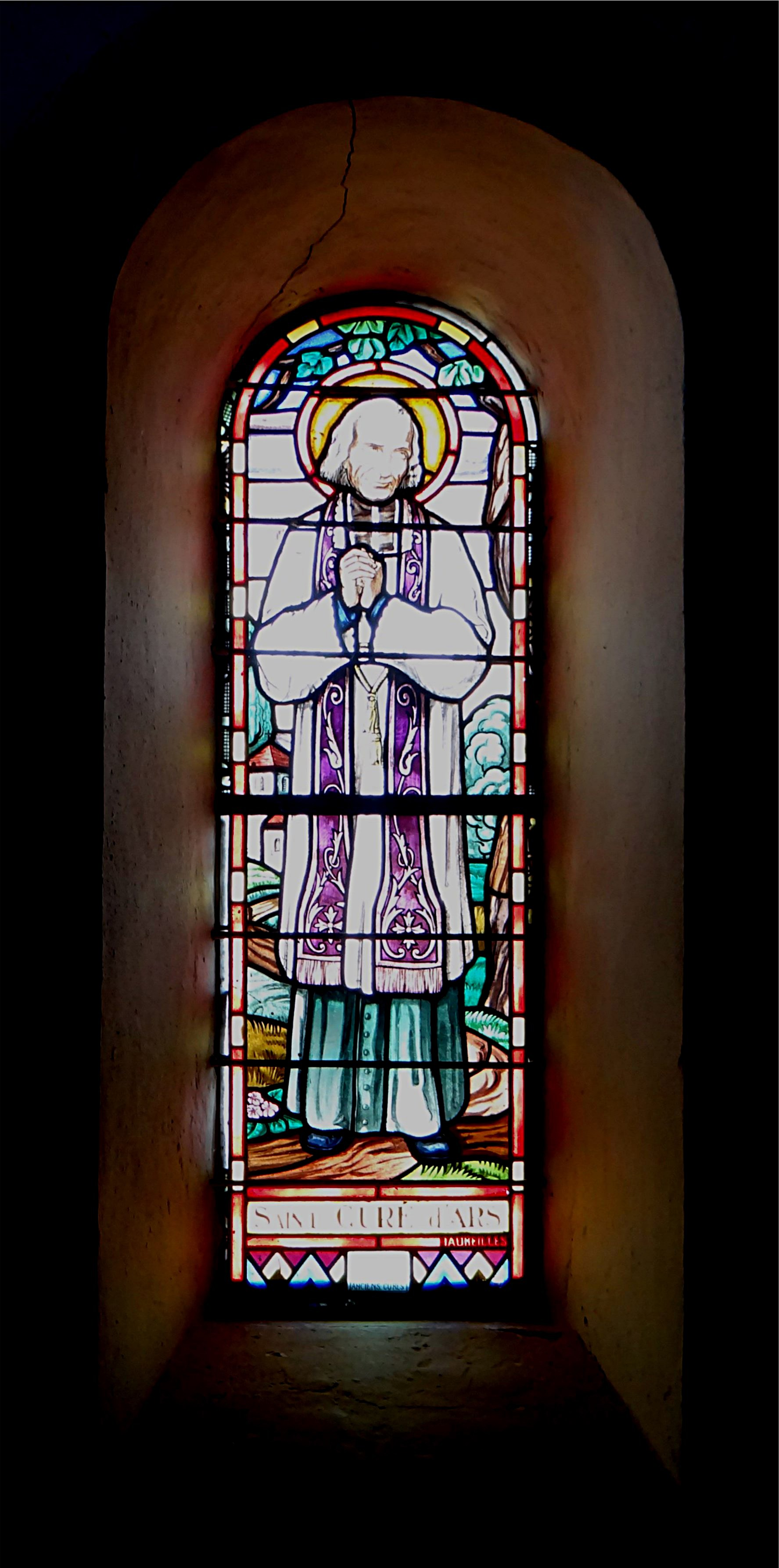
Saint curé d'Ars
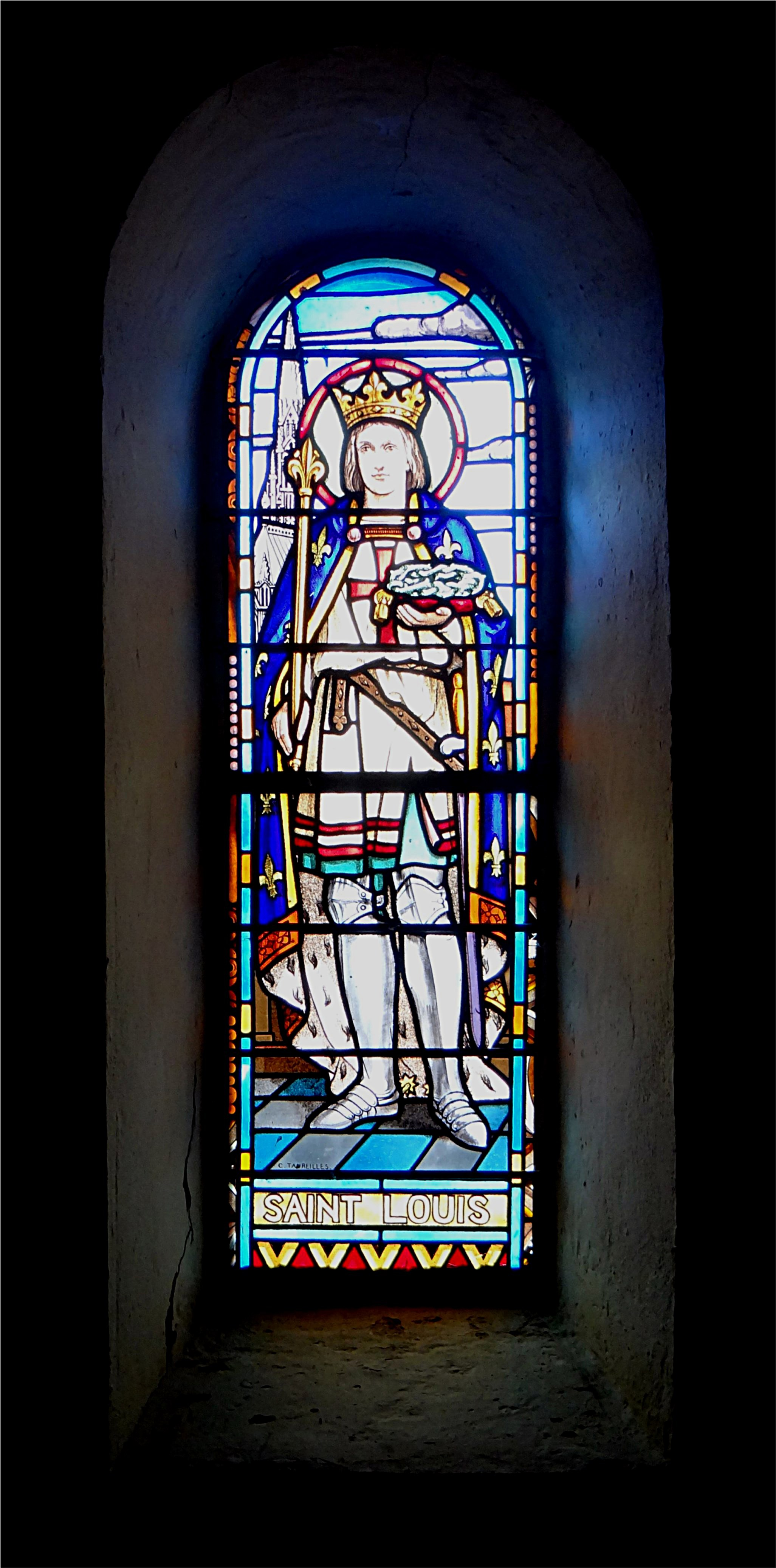
Saint Louis
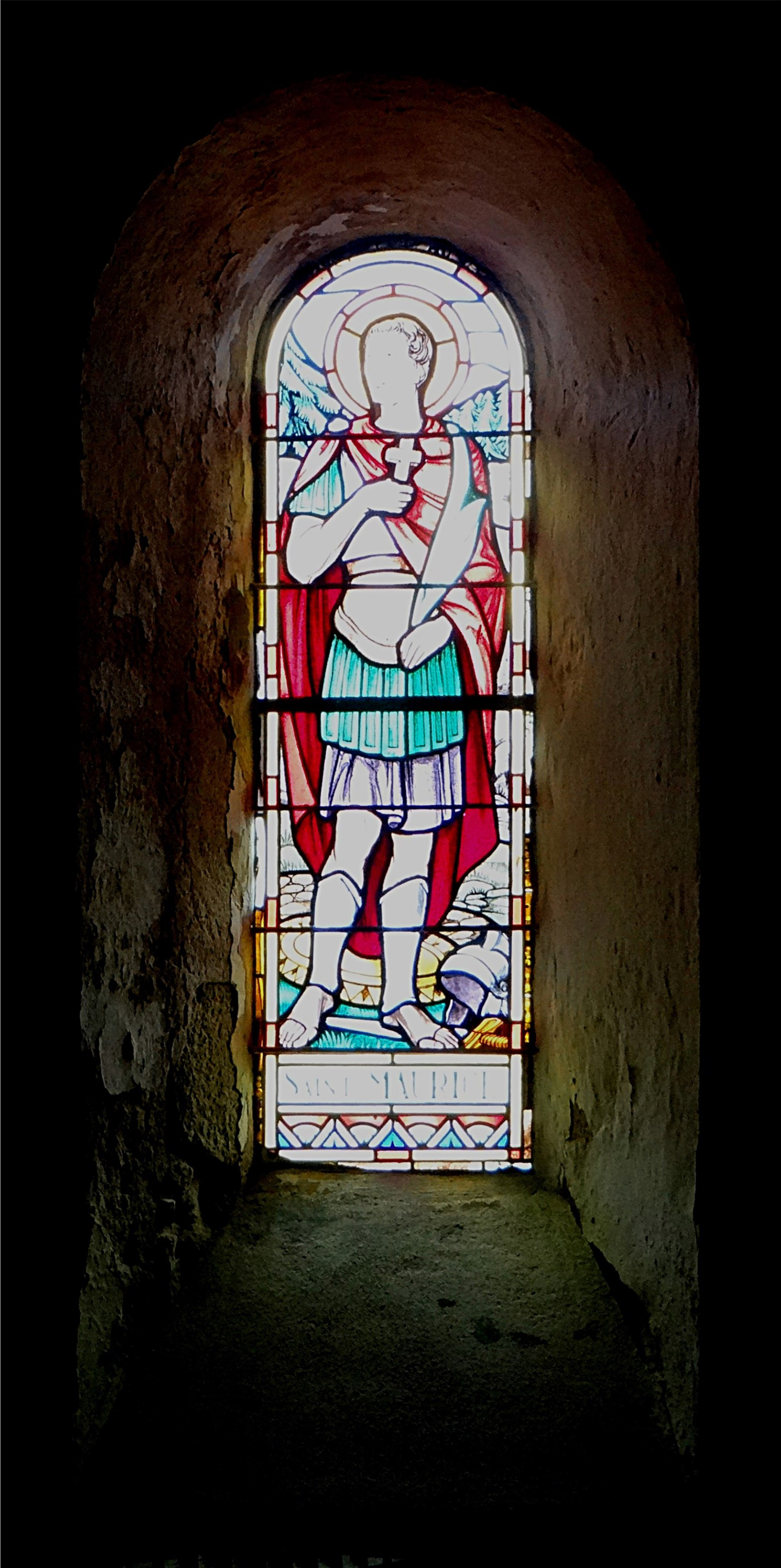
Saint Maurice
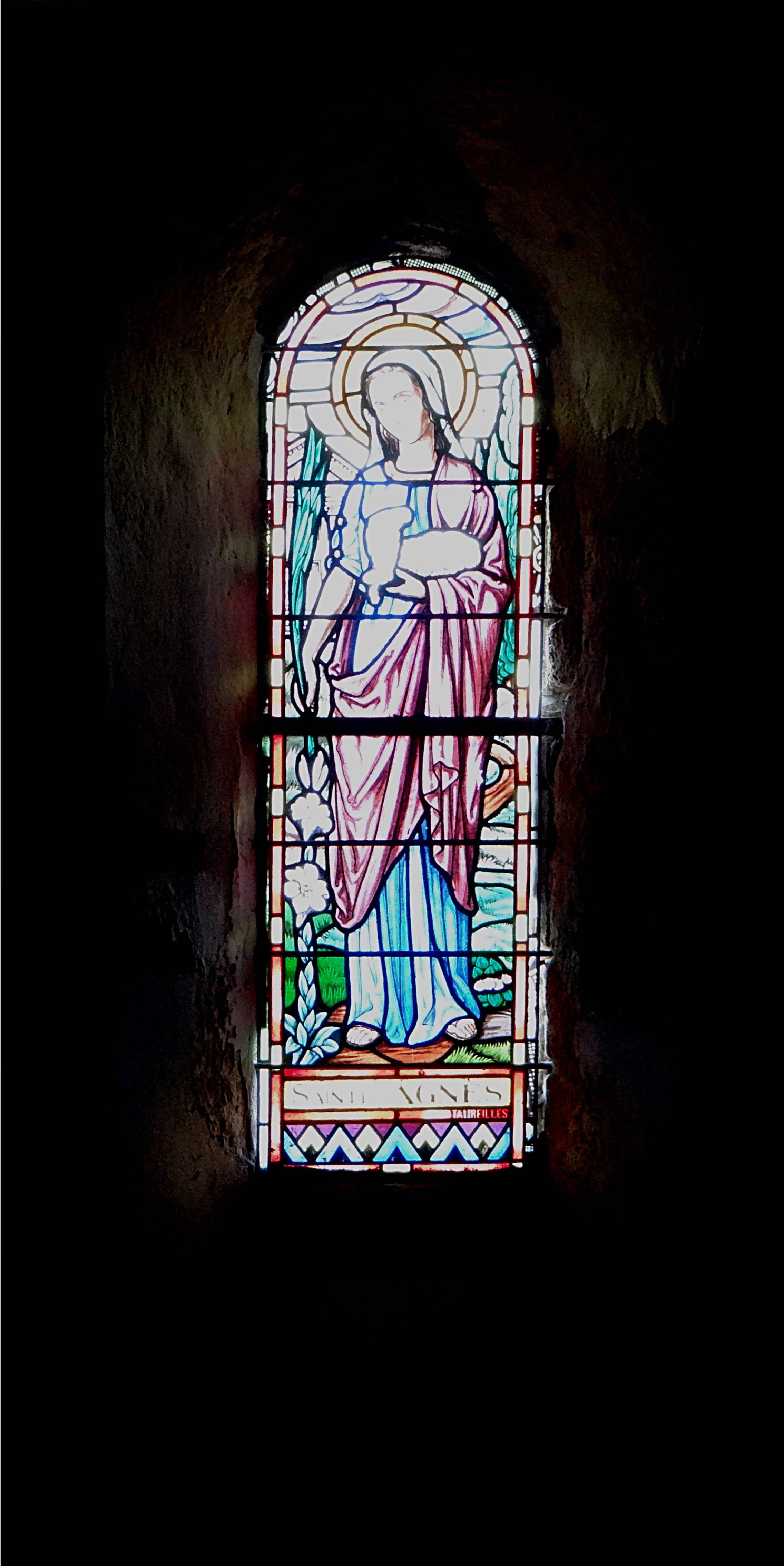
Sainte Agnès